# Rollen (luchtvaart)

Rollen met de rolroeren

Met rollen wordt in de luchtvaart een beweging om de langsas aangeduid. De langsas is een denkbeeldige lijn die horizontaal door het zwaartepunt van het vliegtuig loopt van neus tot staart. Bij een draai om de langsas komt één vleugel dus omhoog en gaat de andere vleugel naar beneden. Doordat de liftkracht nu naast een verticale ook een horizontale vector krijgt, ontstaat er een bocht in de vliegrichting. Wordt rol gecombineerd met gieren dan noemt met dat een gecoördineerde bocht.
Om het voor de vlieger mogelijk te maken een opzettelijke rolbeweging te initiëren is een vliegtuig voorzien van rolroeren. 

## Neveneffect
Bij de meeste vliegtuigen leidt rollen (door de horizontale liftvector) tot gieren (beweging om de topas). Als het vliegtuigontwerp erin voorziet dat dit giermoment weer het neveneffect heeft van een rol in de tegenovergestelde richting, dan is het vliegtuig rolstabiel.